# Christina Hahn
Christina Thiam, geborene Hahn (* 22. September 1980 in Berlin) ist eine ehemalige deutsche Basketballspielerin.

## Laufbahn
Hahn entstammt der Jugendabteilung des TuS Lichterfelde. 1993 gewann sie mit dem Verein die deutsche C-Jugendmeisterschaft, damals mit Olaf Lange als Trainer. 1995 nahm sie mit der deutschen Kadettinnennationalmannschaft an der Europameisterschaft teil. Im Jahr 2000 war die 1,73 Meter große Aufbauspielerin mit 15,6 Punkten pro Begegnung beste Korbschützin der deutschen Auswahl bei der Junioren-EM in der Slowakei.
In der Bundesliga lief Hahn ab 1997 für den Osnabrücker SC auf. Mit dem Osnabrücker SC wurde sie 1998 Deutsche Vize-Meisterin. 1999 ging sie in die Vereinigten Staaten an die University of Arkansas at Little Rock, kehrte aber nach rund zwei Monaten aufgrund einer Verletzung nach Deutschland zurück, weilte zunächst wieder in Osnabrück und schloss sich dann dem VfL Bochum an. 2001 wechselte Hahn zu Gold-Zack Wuppertal. Sie trug 2002 zum Gewinn der Deutschen Meisterschaft sowie des Deutschen Pokals bei. Nach einem Auslandsaufenthalt in Paris im Rahmen ihres Studiums der Wirtschaftswissenschaft ging Hahn im Sommer 2002 zum Bundesligisten NB Oberhausen.
Für die deutsche A-Nationalmannschaft bestritt sie in den Jahren 2000 und 2001 insgesamt zehn Länderspiele. Nach beruflichen Tätigkeiten in Finanzabteilungen unterschiedlicher Unternehmen (Textron Inc. und Coca-Cola Company) wurde sie ab Oktober 2018 in der Geschäftsstelle des Berliner Basketball Verbandes tätig und übernahm Aufgaben in der Sponsorenbetreuung, der Durchführung von Verbandsveranstaltungen sowie in der Weiterentwicklung und Förderung von Verbandsprojekten. Bei dem Basketballverband war sie bis August 2019 tätig und wechselte dann zu einem Vermieter von Büroflächen.

### Privates
Seit 2011 ist Hahn mit dem früheren Fußballprofi Pablo Thiam verheiratet. Ihre Schwester Gundula war ebenfalls Basketball-Nationalspielerin.